# Чикаго Вайт Сокс

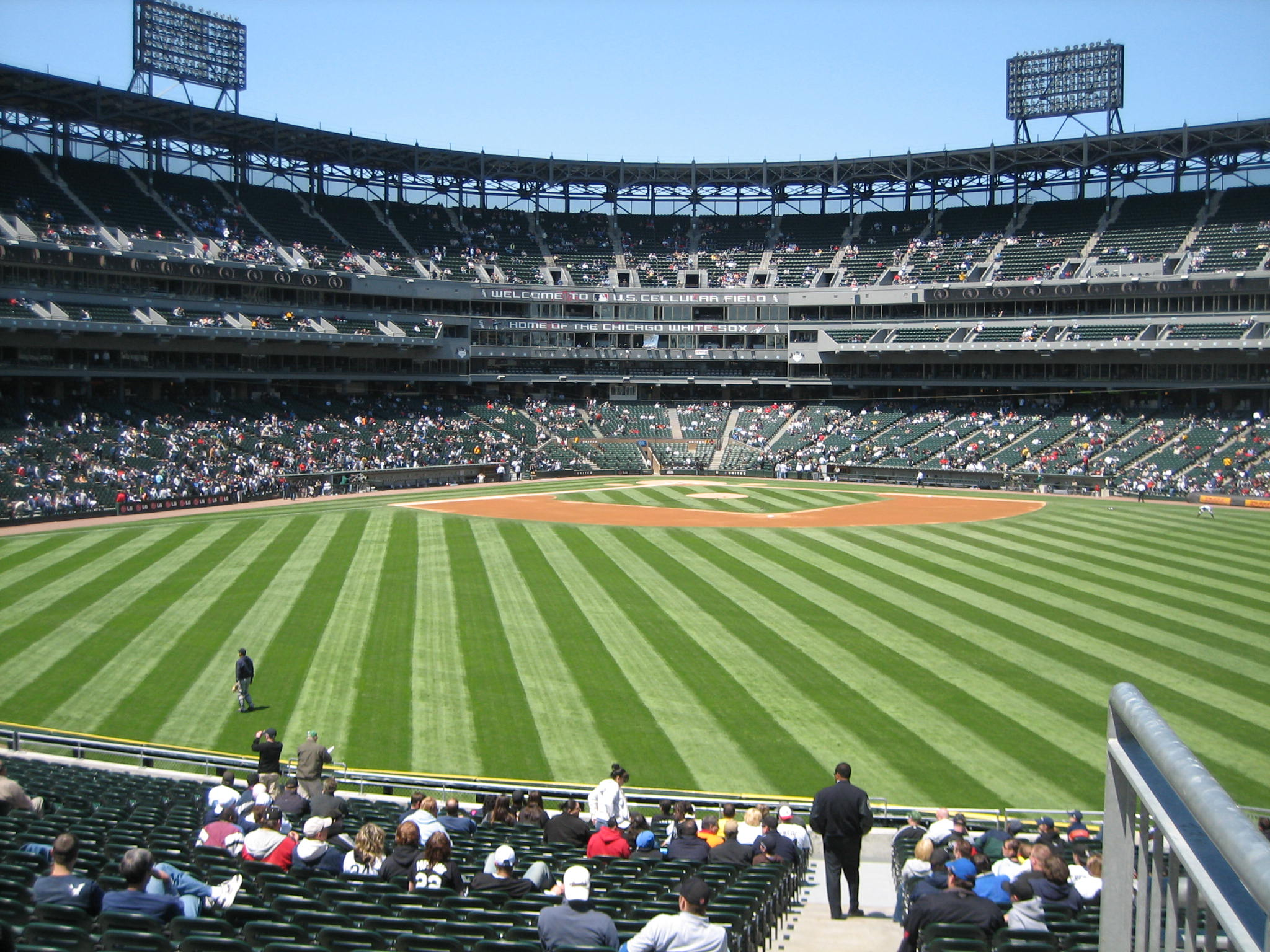
Ю-Ес-Селлюлар-філд

«Чикаго Вайт Сокс» (англ. Chicago White Sox) професійна бейсбольна команда міста Чикаго у штаті Іллінойс. Команда — член Центрального дивізіону, Американської бейсбольної ліги, Головної бейсбольної ліги.
Команда заснована у 1893 в місті Су-сіті, Айова. У 1894 вони переїхали до міста Сент-Пол, Міннесота. Нарешті у 1900 вони переїхали до міста Чикаго. У 1901 команду приняли в членство Американської бейсбольної ліги.
Команда мала декілька імен:
- Су-сіті Корнгоскерс (англ. Sioux City Cornhuskers), 1893–1894
- Сент-Пол Сайнтс (англ. St. Paul Saints), 1894–1900
- Чикаго Стокінґс (англ. White Stockings), 1900–1903
- Чикаго Вайт Сокс (англ. Chicago White Sox), 1904 — донині.

Домашнє поле для Чикаго Вайт Сокс є Ю-Ес-Селлюлар-філд.
Чикаго Вайт Сокс виграли Світову серію чемпіонату Головної бейсбольної ліги у (англ. World Series) у 1906, 1917, і 2005 роках.